# Christiane Klimt
Christiane Klimt est une actrice allemande née le 18 mars 1982 à Limburg an der Lahn. Elle est connue pour avoir joué le premier rôle de Jenny Steinkamp  dans la série télévisée Le Rêve de Diana de l'épisode 1 à 450.

## Séries télévisées
- 2006-2008 : Jenny Steinkamp dans Le Rêve de Diana (Alles was Zählt)
- 2009 : Alisa - Funkelnde Liebe

## Théâtre
- 1998 : Joseph, mis en scène par Pia Koch au théâtre Limburg
- 2001 : Tanz der Vampire, mis en scène par Pia Koch au théâtre Limburg
- 2003-2004 : Signs, mis en scène par Markus Görisch au Gallustheater à Francfort-sur-le-Main
- 2004 : Hexenjagd mis en scène par Burkhard Jahn au Burgsommerspiele à Tittmoning
- 2005 : Mir geht's gut mis en scène par Peter Kock et Adam Benzwi au Musical-Collage de Berlin